# Khairunnisa Ash'ari
Khairunnisa binti Awang Hj Ash'ari (sinh năm 1987) là một nhà hoạt động và chính trị gia người Brunei, nổi tiếng với những hoạt động về chủ nghĩa môi trường và quyền phụ nữ. Cô là thành viên được bổ nhiệm của Hội đồng Lập pháp Brunei từ năm 2017. Năm 2015, cô trở thành người Brunei đầu tiên nhận Giải thưởng Lãnh đạo Nữ hoàng.

## Đầu đời
Ash'ari sinh năm 1987 tại Brunei. Cô tốt nghiệp trường Đại học Brunei Darussalam năm 2011. Sau đó, cô theo học tại Đại học Hoàng đế Luân Đôn thông qua Học bổng Chevening, tốt nghiệp với bằng thạc sĩ về môi trường, chính trị và toàn cầu hóa vào năm 2016.

## Sự nghiệp
Ash'ari lần đầu tham gia hoạt động vào khoảng năm 2011. Năm 2012, cô đồng sáng lập Green Brunei, một nhóm nhà môi trường học lấy thanh niên làm trung tâm. Sau đó, cô là giám đốc của một sáng kiến môi trường khác, Green Xchange. Ngoài ra, Ash'ari còn là thành viên của Hội đồng Thanh niên Brunei và đồng lãnh đạo Quân đoàn Tình nguyện viên Chuyên nghiệp Trẻ ASEAN.
Ash'ari đã giành được Giải thưởng Phục vụ Thanh niên của Quốc vương Bruneian vào năm 2013 và Giải thưởng Ngày Thanh niên ASEAN vào năm 2014. Năm 2015, cô trở thành người Bruneian đầu tiên nhận được Giải thưởng Lãnh đạo trẻ của Nữ hoàng.
Năm 2017, cô được bổ nhiệm làm thành viên Hội đồng Lập pháp Brunei, chức vụ dành cho những cá nhân đã đạt được thành tích xuất sắc trong nghề nghiệp. Thời điểm được bổ nhiệm, cô là thành viên trẻ nhất của hội đồng. Trong hội đồng, Ash'ari đã từng là người vận động cho quyền của phụ nữ ở Brunei. Cô đã đấu tranh chống lại nạn quấy rối tình dục và cho rằng phụ nữ nên có đủ điều kiện để trở thành trưởng thôn.